# Giamaica ai Giochi della XIV Olimpiade
La Giamaica partecipò ai Giochi della XIV Olimpiade, svoltisi a Londra, dal 20 luglio al 14 agosto 1948,  
con una delegazione di 13 atleti, di cui 4 donne, impegnati in 3 discipline,
aggiudicandosi 1 medaglie d'oro e 2 medaglie d'argento.

## Medagliere

### Per discipline
| Sport            | Oro | Argento | Bronzo | Totale |
| ---------------- | --- | ------- | ------ | ------ |
| Atletica leggera | 1   | 2       | 0      | 3      |
| Totale           | 1   | 2       | 0      | 3      |

### Medaglie
| Medaglia | Atleta           | Sport            | Evento          |
| -------- | ---------------- | ---------------- | --------------- |
| Oro      | Arthur Wint      | Atletica leggera | 400 metri piani |
| Argento  | Herbert McKenley | Atletica leggera | 400 metri piani |
| Argento  | Arthur Wint      | Atletica leggera | 800 metri piani |